# Bentelo
Bentelo è una località dei Paesi Bassi situata nel comune di Hof van Twente, nella provincia dell'Overijssel. Fino alla soppressione della municipalità di Ambt Delden, avvenuta il 1º gennaio 2001, il villaggio ne è stato il capoluogo.